# Núcleo ventral posterior
El núcleo ventral posterior del tálamo constituye una agrupación específica de núcleos cerebrales en el aspecto más posterior del lado lateral del tálamo cerebral. Tradicionalmente se incluyen tres núcleos en la zona posterior ventral del territorio lateral del tálamo. El resto son núcleos de asociación dentro del territorio anterior del tálamo que reciben fibras principalmente del hipotálamo y de la circunvolución del cíngulo. De los núcleos laterales parten fibras de vuelta en dirección de la circunvolución del cíngulo y otras estructuras del sistema límbico como parte del sistema que transmite la sensación de sentir el tacto y el dolor (somatosensorial).

## Divisiones
La masa nuclear lateral del tálamo suele dividirse en una porción ventral y otra dorsal, cada uno con su secuencia de núcleos de asociación. 
Los núcleos ventrales incluyen:
- núcleo ventral anterior (VA)
- núcleo ventral lateral (VL)
- núcleo ventral posterior (VP) que, a su vez, se divide en dos:[1]
  - ventral posteromedial (VPM), que transmite información relacionada con la sensación del rostro
  - ventral intermedio, mal definido, se encuentra más o menos por debajo de los núcleos VPM y VPL, de allí su nombre
  - ventral posterolateral (VPL)

Los núcleos posteriores de la región lateral del tálamo son:
- pulvinar
- núcleo lateral posterior
- núcleo lateral dorsal

## Función
La información que arriba al NVP provienen de diferentes vías (todas sensoriales) que se originan en la piel, las articulaciones y las membranas mucosas y luego se ejecutar al ser transferidos a través de la médula espinal y el tallo cerebral.
El tracto espino talámico lateral dirige la información principalmente el dolor y el sentido de la temperatura del torso y las extremidades. Mientras que la espino tálamico anterior lleva información proveniente de la médula espinal de tacto grueso. El lemnisco medial (fascículo gracilis y cuneatus) transmite el tacto fino y la sensación relacionada con la posición conjunta del tronco y las extremidades (propiocepción). Estas tres vías sensorias guardan en común su destino: El núcleo ventral posterior en su parte más lateral, conocido como núcleo ventral postero lateral (VPL).
El núcleo ventral posteromedial (VPM) conecta con las fibras que llevan información sensorial originada en el tallo cerebral. Por lo tanto le llegan los axones del nervio trigémino, el cual transmite información sobre el dolor, el sentido de temperatura, el tacto y la propiocepción de la cara.
En esencia, la información aferente o entrante puede viajar por diversos caminos en dirección a la corteza cerebral, llevando en particular, la percepción consciente del dolor, el tacto y la temperatura. Estos estímulos pueden ser bloqueados, una acción de terapia que desempeña un papel en la inhibición del dolor endógeno.